# Liste der IC-Objekte von 4501 bis 5000
Die nachfolgende Tabelle enthält eine Auswahl von IC-Objekten im Bereich der Objekte von 4501 bis 5000, zu denen teilweise ausführliche Artikel bestehen.
Alle Angaben sind für das Äquinoktium J2000.0 angegeben.
Teillisten:
1–500 |
501–1000 |
1001–1500 |
1501–2000 |
2001–2500 |
2501–3000 |
3001–3500 |
3501–4000 |
4001–4500 |
4501–5000 |
5001–5386

## Nr. 4501 bis 4600
| IC   | Aliasname | Objekttyp | Stb.      | Winkel        | mag       | Rektasz.      | Dekl.        | Entf. Lj. |           |
| ---- | --------- | --------- | --------- | ------------- | --------- | ------------- | ------------ | --------- | --------- |
| 4501 |           | BaSpiG    | Lib       | 1,1′ × 0,6′   | 13,6      | 14h 47m 25,4s | −22° 24′ 21″ |           |           |
| 4514 |           | BaSpiG    | Boo       | 0,75′ × 0,65′ | 14,1      | 14h 50m 55,5s | +27° 34′ 43″ |           |           |
| 4515 |           | SpiG      | Boo       | 0,7′ × 0,45′  | 14,9      | 14h 51m 06,6s | +37° 29′ 43″ |           |           |
| 4530 |           | SpiG      | Boo       | 1,05′ × 0,35′ | 14,5      | 15h 03m 45,3s | +26° 06′ 03″ |           |           |
| 4531 |           | LenG      | Boo       | 0,8′ × 0,5′   | 14,9      | 15h 04m 26,5s | +23° 24′ 53″ |           |           |
| 4538 |           | BaSpiG    | Lib       | 2,4′ × 2,0′   | 12,1      | 15h 21m 11,6s | −23° 39′ 30″ |           |           |
| 4539 |           | SpiG      | CrB       | 0,4′ × 0,4′   | 15,3      | 15h 18m 31,2s | +32° 23′ 34″ |           |           |
| 4543 | = IC 1118 | = IC 1118 | = IC 1118 | = IC 1118     | = IC 1118 | = IC 1118     | = IC 1118    | = IC 1118 | = IC 1118 |
| 4545 |           | BaSpiG    | Aps       | 2,15′ × 0,85′ | 12,9      | 15h 41m 28,4s | −81° 37′ 35″ |           |           |
| 4546 |           | BaSpiG    | CrB       | 0,6′ × 0,55′  | 14,5      | 15h 26m 58,4s | +28° 51′ 09″ |           |           |
| 4547 |           | LenG      | CrB       | 0,8′ × 0,6′   | 14,3      | 15h 27m 15,0s | +28° 47′ 20″ |           |           |
| 4550 | NGC 5946  | KuSH      | Nor       | 7,1′ × 7,1′   | 9,6       | 15h 35m 28,5s | −50° 39′ 32″ |           |           |
| 4551 | NGC 5964  | BaSpiG    | Ser       | 4,1′ × 3,3′   | 11,9      | 15h 37m 36,2s | +5° 58′ 25″  |           |           |
| 4553 | = IC 1127 |           |           |               |           |               |              |           |           |
| 4586 | NGC 6014  | LenG      | Ser       |               |           | 15h 55m 57,5s | +5° 55′ 54″  | 115 Mio.  |           |
| 4593 |           | PlNb      | Her       | 0,3′          | 10,9      | 16h 11m 44,5s | +12° 04′ 19″ | 12.000    |           |

## Nr. 4601 bis 4700
| IC   | Aliasname          | Objekttyp  | Stb.      | Winkel        | mag       | Rektasz.      | Dekl.        | Entf. Lj. |           |
| ---- | ------------------ | ---------- | --------- | ------------- | --------- | ------------- | ------------ | --------- | --------- |
| 4605 |                    | ReNb       | Sco       | 4,1′ × 4,1′   |           | 16h 30m 12s   | −25° 06′ 55″ | 393       |           |
| 4606 | NGC 6144           | KuSH       | Sco       | 6,2′ × 6,2′   | 9,1       | 16h 27m 14,1s | −26° 01′ 27″ |           |           |
| 4625 | NGC 6240           | IrrG       | Oph       | 2,0′ × 1,0′   | 12,8      | 16h 52m 58,9s | +2° 24′ 02″  | 400 Mio.  |           |
| 4628 |                    | EmNb       | Sco       |               | 7,3       | 16h 56m 54,7s | −40° 30′ 44″ | 6.000     |           |
| 4634 |                    | PlNb       | Oph       |               |           | 17h 01m 33,6s | −21° 49′ 33″ | 7.500     |           |
| 4649 | = IC 1252          | = IC 1252  | = IC 1252 | = IC 1252     | = IC 1252 | = IC 1252     | = IC 1252    | = IC 1252 | = IC 1252 |
| 4651 |                    | OfSH       | Ara       | 10′           | 6,9       | 17h 24m 52,0s | −49° 56′ 36″ | 3.000     |           |
| 4663 |                    | PlNb       | Sco       |               |           | 17h 45m 28,7s | −44° 54′ 16″ | 11.000    |           |
| 4665 |                    | OfSH       | Oph       | 41′           | 4,2       | 17h 46m 12,0s | +5° 43′ 00″  | 1.300     |           |
| 4686 |                    | SpiG       | Pav       | 0,48′ × 0,48′ | 13,9      | 18h 13m 38,8s | −57° 43′ 57″ | 216 Mio.  |           |
| 4687 |                    | SpiG       | Pav       | 1,58′ × 1,26′ | 13,5      | 18h 13m 39,8s | −57° 43′ 31″ | 227 Mio.  |           |
| 4689 |                    | SpiG       | Pav       | 1′ × 0,33′    | 14,2      | 18h 13m 40,3s | −57° 44′ 54″ | 216 Mio.  |           |
| 4700 | NGC 6595, NGC 6590 | EmNb, OfSH | Sgr       | 11′           | 7,0       | 18h 17m 04,8s | −19° 51′ 58″ |           |           |

## Nr. 4701 bis 4800
| IC   | Aliasname                     | Objekttyp | Stb. | Winkel      | mag  | Rektasz.      | Dekl.        | Entf. Lj. |
| ---- | ----------------------------- | --------- | ---- | ----------- | ---- | ------------- | ------------ | --------- |
| 4703 | Adlernebel                    | EmNb      | Ser  | 35′ × 28′   | 6,4  | 18h 18m 00s   | −13° 50′ 0″  | 7.000     |
| 4715 | M24, kleine Sagittarius-Wolke | OfSH      | Sgr  | 120′ × 60′  |      | 18h 18m 48s   | −18° 33′ 0″  | 10.000    |
| 4725 | M25                           | OfSH      | Sgr  | 29′ × 29′   | 4,6  | 18h 31m 46,7s | −19° 06′ 54″ | 2.100     |
| 4800 |                               | SpiG      | Pav  | 1,8′ × 1,1′ | 12,2 | 18h 58m 43,4s | −63° 08′ 20″ | 210 Mio.  |

## Nr. 4801 bis 4900
| IC   | Aliasname                  | Objekttyp | Stb.      | Winkel        | mag       | Rektasz.      | Dekl.        | Entf. Lj. |           |
| ---- | -------------------------- | --------- | --------- | ------------- | --------- | ------------- | ------------ | --------- | --------- |
| 4802 | (Teil von NGC 6717)        | Ast.      | Sgr       |               |           | 18h 55m 07,2s | −22° 41′ 51″ | 23.000    |           |
| 4833 |                            | SpiG      | Pav       |               |           | 19h 15m 40,9s | −62° 19′ 47″ | 170 Mio.  |           |
| 4846 |                            | PlNb      | Aql       | 10,8′         | 11,9      | 19h 16m 28s   | −9° 02′ 34″  |           |           |
| 4867 | = IC 1301                  | = IC 1301 | = IC 1301 | = IC 1301     | = IC 1301 | = IC 1301     | = IC 1301    | = IC 1301 | = IC 1301 |
| 4895 | Barnards Galaxie, NGC 6822 | IrrG      | Sgr       | 15,5′ × 13,5′ | 8,7       | 19h 44m 56,6s | −14° 48′ 12″ | 1,6 Mio.  |           |

## Nr. 4901 bis 5000
| IC   | Aliasname | Objekttyp | Stb. | Winkel        | mag  | Rektasz.      | Dekl.        | Entf. Lj.  |
| ---- | --------- | --------- | ---- | ------------- | ---- | ------------- | ------------ | ---------- |
| 4918 |           | SpiG      | Tel  |               |      | 19h 59m 15,4s | −52° 16′ 42″ | 1.185 Mio. |
| 4948 | NGC 6902  | BaSpiG    | Sgr  | 5,6′ × 3,9′   | 10,9 | 20h 24m 27,9s | −43° 39′ 11″ |            |
| 4949 | NGC 6861  | EllG      | Tel  | 3,0′ × 2,0′   | 11,1 | 20h 07m 19,4s | −48° 22′ 10″ |            |
| 4953 |           | SpiG      | Pav  | 0,6′ × 0,35′  | 14,9 | 20h 09m 59,8s | −62° 47′ 32″ | 430 Mio.   |
| 4970 |           | EllG      | Pav  | 0,66′ × 0,25′ | 13,6 | 20h 16m 57,9s | −70° 44′ 57″ | 205 Mio.   |
| 4997 |           | PlNb      | Sct  |               | 11,0 | 20h 20m 08,7s | +16° 43′ 54″ | 8.000      |
| 5000 | NGC 6901  | BaSpiG    | Aql  | 1,4′ × 0,6′   | 13,7 | 20h 22m 21,6s | +6° 25′ 47″  | 220 Mio.   |

## Legende
| Abkürzungen | Abkürzungen          | Abkürzungen | Abkürzungen            | Abkürzungen | Abkürzungen           |
| ----------- | -------------------- | ----------- | ---------------------- | ----------- | --------------------- |
| Objekttyp   | Objekttyp            | Objekttyp   | Objekttyp              | Objekttyp   | Objekttyp             |
| Gal.        | Galaxie allgemein    | SpiG        | Spiralgalaxie          | BaSpiG      | Balkenspiralgalaxie   |
| EllG        | Elliptische Galaxie  | LenG        | Lentikuläre Galaxie    | SeyG        | Seyfertgalaxie        |
| RaG         | Radiogalaxie         | ZwG         | Zwerggalaxie           | IrrG        | Irreguläre Galaxie    |
| OfSH        | Offener Sternhaufen  | KuSH        | Kugelsternhaufen       | SH          | Sternhaufen allgemein |
| St.         | Stern                | DS          | Doppelstern            | Ast.        | Asterismus            |
| VrS         | Veränderlicher Stern | VrDS        | Veränderl. Doppelstern | DuWo        | Dunkelwolke           |
| GNb         | Gasnebel allgemein   | PlNb        | Planetarischer Nebel   | EmNb        | Emissionsnebel        |
| ReNb        | Reflexionsnebel      | DiNb        | Diffuser Nebel         | SuNo        | Supernovaüberrest     |

Galaxien____Sternhaufen____  Sterne____ Nebel